# Цар Федір Іоанович (п'єса)
«Цар Федір Іоаннович» — трагедія в п'яти діях Олексія Толстого, написана і вперше опублікована в 1868 році; друга частина драматичної трилогії, першою частиною якої стала трагедія «Смерть Івана Грозного» (1866), а заключно — «Цар Борис» (1870).
Толстой писав свою трагедію, спираючись на Н. М. Карамзіна, але одночасно й полемізуючи з ним, що у значній мірі позначилося на образі головного її героя — «однією з найцікавіших постатей в російській літературі», за словами критика, і однією з найбільш змістовних ролей у російському театральному репертуарі. Опинившись під цензурною забороною, трагедія вперше була поставлена на професійній сцені лише через 30 років після завершення. Сам Толстой вважав «Царя Федора» кращою зі своїх п'єс, і які б недоліки не знаходили в ній критики, на рідкість щасливим виявилася сценічна історія трагедії, яка відіграла, зокрема, поряд з чеховської «Чайкою» виняткову роль у становленні Московського Художнього театру.

## Історія створення

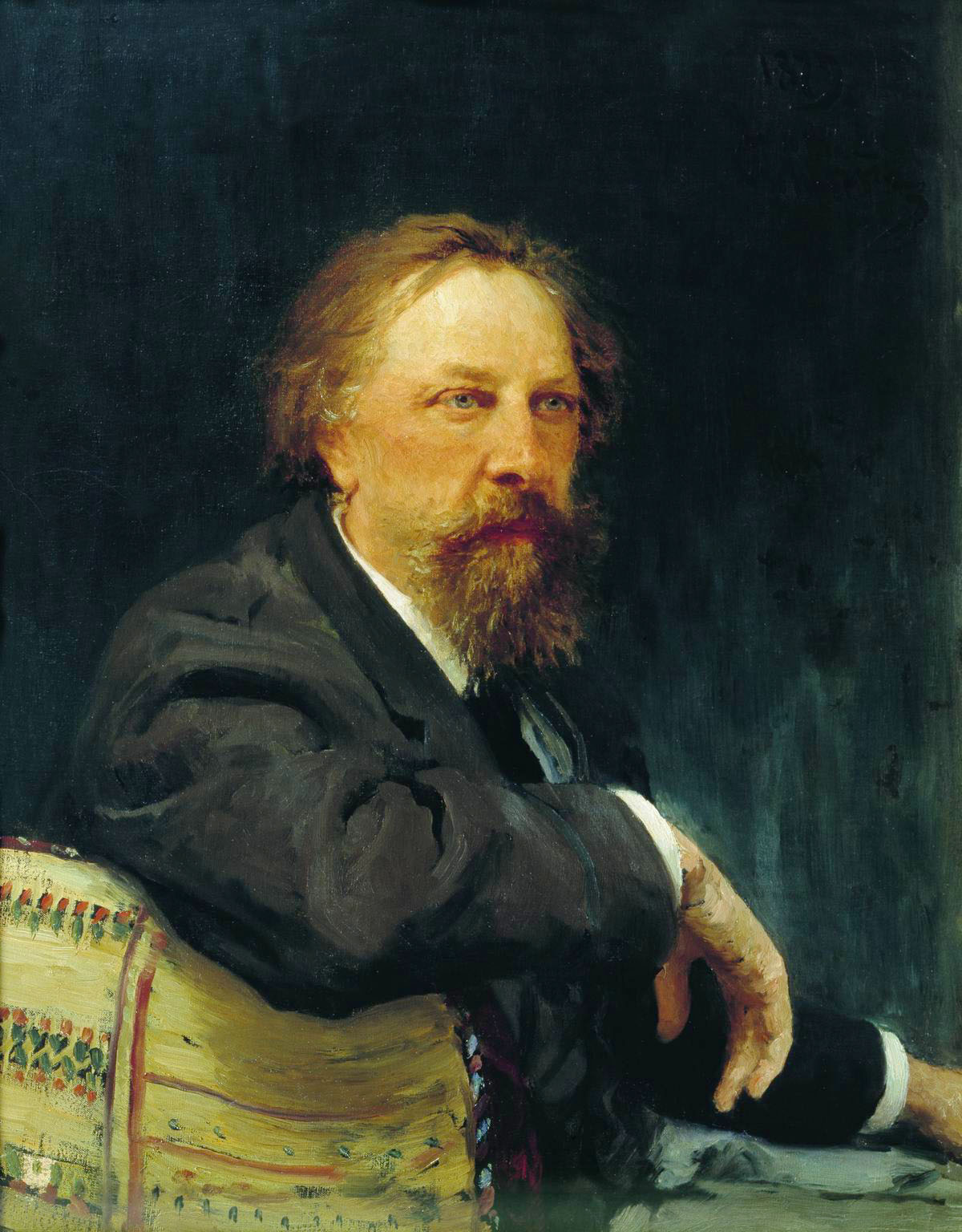
Олексій Костянтинович Толстой

Епоха царювання Івана Грозного цікавили Олексія Толстого з молодих років; до цього періоду історії він звертався в баладі «Василь Шибанов» (1840) і в романі «Князь Срібний», задуманому ще в 40-х роках. Роман був закінчений в 1862 році, до цього часу відноситься й задум трагедії «Смерть Івана Грозного», — про драматичну трилогію, присвячену подіям кінця XVI — початку XVII століття, Толстой в той час ще не думав. Лише в 1865 році, коли вже були закінчені  «Смерть Іоанна Грозного», і перший акт «Царя Федора», Толстой повідомив Кароліну Павлову (яка переклала на німецьку мову його першу трагедію): «Знаєте новину? Адже ви думаєте, що переклали трагедію в 5 діях під назвою „Смерть Івана“? Нітрохи не бувало! Ви переклали лише пролог до великої драматичної поеми, яка буде називатися „Борис Годунов“».
Задум трилогії складався в процесі роботи над «Царем Федором», і спочатку Толстой мав намір завершити свою «драматичну поему» п'єсою під назвою «Дмитро Самозванець». Але незабаром виявив, що Лжедмитрій I йому абсолютно нецікавий — на відміну від Бориса Годунова, якого він теж, за власним визнанням, полюбив не відразу: «Цар Борис, — повідомляв Толстой в одному зі своїх листів, — не тільки відвідує мене, але сидить зі мною невідступно і прихильно повертає на всі боки, щоб я міг розгледіти його. Побачивши його так близько, я, зізнаюся, полюбив». Власне, тільки в процесі Толстой зрозумів, що у нього складається саме трилогія.
Віршована трагедія вже в часи А. С. Пушкіна була відсталим жанром — її повсюдно витісняла прозова драма, і в той час, коли Толстой писав свою драматичну трилогію, російську сцену вже завоювали прозові драми А. Островського, Тургенєва І., А. Сухово-Кобиліна. А про те Толстой писав свою більш романтичну, ніж історичну трилогію тим же білим 5-стопним, «шекспірівським», ямбом, яким написаний «Борис Годунов» Пушкіна (виняток в «Царі Федорі» складають дві масові сцени, на Яузі і перед Архангельським собором, — народ у Толстого говорить прозою).
Перша частина трилогії, «Смерть Івана Грозного», була опублікована в журналі «Вітчизняні записки» на початку 1866 року. Цензура допустила постановку п'єси в обох столицях (і вона з успіхом йшла в Олександрійському театрі в Петербурзі і в Малому в Москві), але заборонила — під дріб'язковим приводом — ставити її в провінції.
В «Царі Федорі» дія відбувається, як вказав Толстой в ремарці, «в кінці XVI століття». Події, представлені в п'єсі, охоплюють період з 1585 року, коли відбулося примирення Івана Шуйського з Борисом Годуновим, по 1591 рік, коли загинув царевич Дмитро. В основу сюжету лягли кілька сторінок «Історії держави Російського» Н. М. Карамзіна, де Толстой, крім основних історичних фактів, почерпнув і багато деталей; навіть деякі репліки його персонажів, у тому числі докір Голуба-сина: «Князь Іван Петрович! Ви нашими миріться головами!», — є фактичними цитатами з Карамзіна.
Водночас, багато у чому драматург не погодився з істориком, і це в першу чергу стосується характерів головних дійових осіб. Не збираючись у своїй трагедії слідувати жанру історичної хроніки, Толстой міг зміщувати події згідно зі своїм поетичним задумом: так, смерть Івана Шуйського і загибель царевича Дмитра відбуваються в п'єсі одночасно, хоча в реальній історії ці події розділяють два з половиною роки. З реальними історичними особами в трагедії межують вигадані персонажі, але в інших випадках й історичні особи не мають зі своїми прототипами нічого спільного, крім імені, як Михайло Головін або князь Григорій Шаховський, ніколи не був прихильником Шуйських, пережив і Федора, і Годунова. Не мають під собою історичної основи і деякі сюжетні лінії, в тому числі лінія Шаховської — Мстиславська і сварка Федора з Борисом через Шуйських. Взагалі, дотримання історичної правди Толстой не вважав своїм першочерговим завданням і ще з приводу «Смерті Івана Грозного», передбачаючи можливі заперечення, писав: «Поет… має тільки один обов'язок: бути вірним самому собі і створювати характери так, щоб вони самі собі не суперечили; людська правда — ось його закон; історичною правдою він не пов'язаний. Укладається вона в його драму — тим краще; не вкладається — він обходиться і без неї».
В 1865—1866 роках Толстой читав «Царя Федора» своїм друзям, але ця первісна редакція, про яку відомо, що Углич, включаючи загибель царевича, займав у ній значне місце, не збереглася. Листування Толстого свідчить про те, що трагедія викликала чимало заперечень і була перероблена: «…мені здається, я стільки ж закреслив, скільки залишив», — писав драматург. Відома нам версія «Царя Федора» була закінчена на початку 1868 року і в тому ж році в журналі «Вісник Європи», № 5.
Допустивши публікації, цензура заборонила постановку «Царя Федора» на сцені, і цього разу не лише в провінції, а й у столицях — як п'єси, що ворушить принципи самодержавства. «Знаходжу трагедію гр. Толстого „Федір Іоаннович“, — писав міністр внутрішніх справ А. Е. Тимашев, — в теперішньому її вигляді абсолютно неможливо для сцени. Особистість царя зображено так, що деякі місця п'єси неминуче породять у публіці непристойний регіт». І хоча Толстой вніс у свій твір ряд змін, трагедію це не врятувало. Ще сподіваючись домогтися скасування заборони, Толстой написав "Проєкт постановки на сцену трагедії «Цар Федір Іоаннович», також опублікований у «Віснику Європи», в грудні 1868 року; але перша постановка відбулася через багато років після його смерті.

## Концепція
Сам Олексій Толстой відзначав як важливу і навіть «виняткову» особливість своєї трагедії те, що боротьба в ній відбувається не між головним героєм і його опонентом, а між «двома другими героями». Головний же герой у боротьбі жодним чином не бере участь, — його бездіяльність, власне, і стає причиною всіх драматичних колізій цієї п'єси:
| Ліві лапки | Две партии в государстве борются за власть: представитель старины, князь Шуйский, и представитель реформы, Борис Годунов. Обе партии стараются завладеть слабонравным царём Фёдором как орудием для своих целей. Фёдор, вместо того чтобы дать перевес той или другой стороне или же подчинить себе ту и другую, колеблется между обеими и чрез свою нерешительность делается причиной: 1) восстания Шуйского и его насильственной смерти, 2) убиения своего наследника, царевича Димитрия, и пресечения своего рода. Из такого чистого источника, какова любящая душа Фёдора, истекает страшное событие, разразившееся над Россией долгим рядом бедствий и зол. Трагическая вина Иоанна было попрание им всех человеческих прав в пользу государственной власти; трагическая вина Фёдора — это исполнение власти при совершенном нравственном бессилии». | Праві лапки |

### Борис Годунов

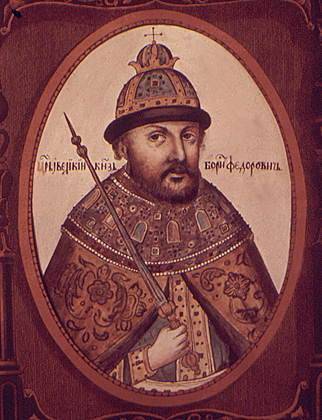
Борис Годунов

Що саме Борис Годунов є головним героєм всієї його драматичної трилогії, Толстой підтвердив і в 1874 році, складаючи свій короткий життєпис для італійського літературознавця А. де Губернатиса: «Мною була написана трилогія „Борис Годунов“ в трьох самостійних драмах».
Толстой у своїй трилогії спирався на офіційну версію, підтриману і Н. М. Карамзиным, згідно з якою Борис Годунов, який ворогував з боярами Романовими, предками царський династії, був безпосередньо причетний до загибелі царевича Дмитра. Так, Карамзін у своїй «Історії держави Російського» писав, що всі біди, що обрушилися на Годунова в недовгі роки його царювання, почалися з «внутрішнього неспокою Борисова серця». «Неспокій серця» стало головною темою завершальній частині трилогії, «Цар Борис», у другій її частині драматург недвозначно дає зрозуміти, що царевич був убитий за наказом Годунова.

Історики давно заперечують цю версію — і сам факт вбивства, і причетність Годунова до загибелі царевича, як визнають і право незаконнонародженого, з точки зору церкви, Дмитра успадковувати престол, і реальність домагань на престол з боку Годунова, в 1591 році й пізніше мріяв лише про одне — залишитися після смерті слабкого здоров'ям Федора правителем при його синові і робив усе можливе і неможливе, щоб цей безперечно законний спадкоємець народився: історична Ірина, за свідченнями сучасників, «часто, але невдало бувала вагітна», і до яких тільки лікарів, знахарів, чаклунів не звертався з цією бідою Борис. І в часи Толстого було відомо, що вина Бориса принаймні не доведена; проте драматург приписав йому це злочин, створюючи образ людини, не схильної зупинятися ні перед чим. При цьому він розійшовся з Карамзіним у тлумаченні мотивів: у Карамзіна Борис «хотів, вмів робити добро, але єдино з любові до слави і влади; бачив у чесноти не мета, а засіб до досягнення мети». Толстой  в коментарі до своєї трагедії («Цар Федір Іоаннович»") писав: «Якими б   жорстокими не були його заходи, глядач повинен бачити, що вони навіяні йому не одним тільки честолюбством, але і більш благородною метою, благом всій землі, і якщо не пробачити йому вироку Димитрія, то зрозуміти, що Димитрій є дійсною перешкодою до досягнення цієї мети». Моральної оцінки приписаного Борису злочину його вказівку не змінило — завершальна частина трилогії, в якій Борис сам виносив собі вирок:
| Ліві лапки | От зла лишь зло родится — всё едино: | Праві лапки |

не залишала на цей рахунок ніяких сумнівів; але це вказівка важлива для концепції трагедії в цілому: в «Царі Федорі» борються не «добро» і «зло», а різні політичні тенденції. Співчуваючи поборникам «старовини», Толстой повною мірою усвідомлював, що історична правда — на стороні Бориса, про що свідчить його прекрасний, на думку П. В. Анненкова, монолог у п'ятому акті.

### Федір

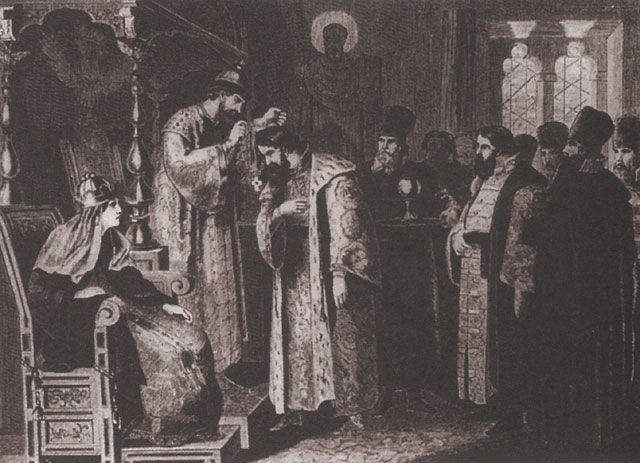
А. Кившенко. «Цар Федір Іоаннович одягає на Бориса Годунова золотий ланцюг»

Федір був улюбленим героєм Олексія Толстого, саме в цьому образі він менше всього спирався на Карамзіна, для якого наступник Івана Грозного був жалюгідним вінценосцем". У «Проєкт постановки…» драматург писав, що хотів представити Федора « людиною, наділеною від природи самими високими душевними якостями, при недостатній гостроті розуму і відсутності волі».
Полемізуючи одночасно і з давньоруськими оповідями про Смутний час, в яких Федір постає царем-аскетом, що відрікся від усіх земних справ (в А. С. Пушкіна це легенда переказує Григорій Отреп'єв), Толстой писав про «трагічні провини» свого героя, — сценічна історія трагедії показала, що «Цар Федір» залишає можливість інших тлумачень його змісту, в тому числі образу головного героя.
Уже сучасник Толстого, П. В. Анненков, вважав, що Федір служить як би виправданням свого жорстокого батька: «Жорстокий світ, в якому Федору довелося жити і діяти. Федір був не від цього світу, та й не від світу взагалі. Так все в ньому або вище, або нижче звичайних умов людського існування».

## Основні дійові особи

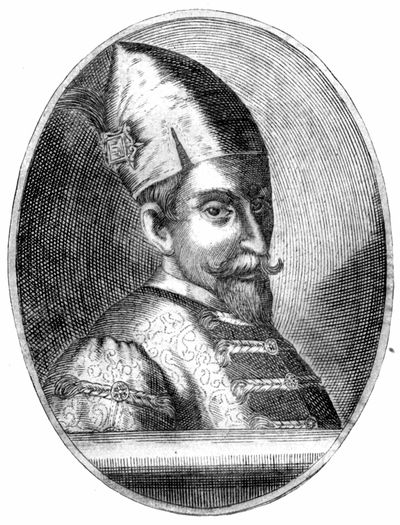
Федір Іоаннович, гравюра

: Цар Федір Іоаннович, син Івана Грозного
Цариця Ірина Федорівна, дружина, сестра Годунова
Борис Федорович Годунов, правитель царства
Князь Іван Петрович Шуйський, верховний воєвода
Діонісій, митрополит всієї Русі
Варлаам, архієпископ Крутицький
Іов, архієпископ Ростовський
Благовіщенський протопоп: Чудовський архімандрит: Духівник царя Федора: Князь Василь Іванович Шуйський, племінник князя Івана Петровича
Князь Андрій, Князь Дмитро, Князь Іван — Шуйские, родичі Івана Петровича
Князь Мстиславський, Князь Хворостинін — ближні воєводи (прихильники Шуйських)
Князь Шаховський, Михайло Головін — прихильники Шуйських
Андрій Петрович Луп-Клешнін (колишній дядько царя Федора), князь Туренин — прихильники Годунова
Княжна Мстиславська, племінниця кн. Івана Петровича і наречена Шаховського
Василина Волохова, сваха
Богдан Курюков, Іван Красильников, Голуб-батько, Голуб-син — московські гості, прихильники Шуйських
Федюк Старков, дворецький кн. Івана Петровича.